# 363 Padua
363 Padua là một tiểu hành tinh ở vành đai chính. Nó được Auguste Charlois phát hiện ngày 17.3.1893 ở Nice, và được đặt theo tên thành phố Padua, ở gần Venezia, Ý.
Richard P. Binzel và Schelte Bus đã cho biết thêm về tiểu hành tinh này trong một nghiên cứu sóng ánh sáng xuất bản năm 2003. Dự án được gọi là "Small tiểu hành tinh vành đai chính Spectroscopic Survey, Phase II" hoặc "SMASSII", dựa trên cuộc nghiên cứu các tiểu hành tinh vành đai chính trước đây. Dữ liệu quang phổ bước sóng thấy được (0,435-0,925 micromét) được thu thập từ tháng 8 năm 1993 tới tháng 3 năm 1999.
Các dữ liệu đường cong ánh sáng của nó cũng được các nhà quan sát ở đài thiên văn Antelope Hill ghi lại - đài này được Trung tâm Tiểu hành tinh chỉ định là đài thiên văn chính thức.